# Rzeki w Islandii
Rzeki na Islandii są stosunkowo krótkie, od kilkunastu do około 200 km, ale często charakteryzują się wysokimi przepływami (np. w rzekach lodowcowych). Charakteryzują się także dużymi spadkami, wypływając z górzystego wnętrza wyspy. Na wielu z nich uformowały się wodospady, osiągające do 200 m wysokości.
Ze względu na rodzaj zasilania rzeki na wyspie można podzielić na 3 grupy:

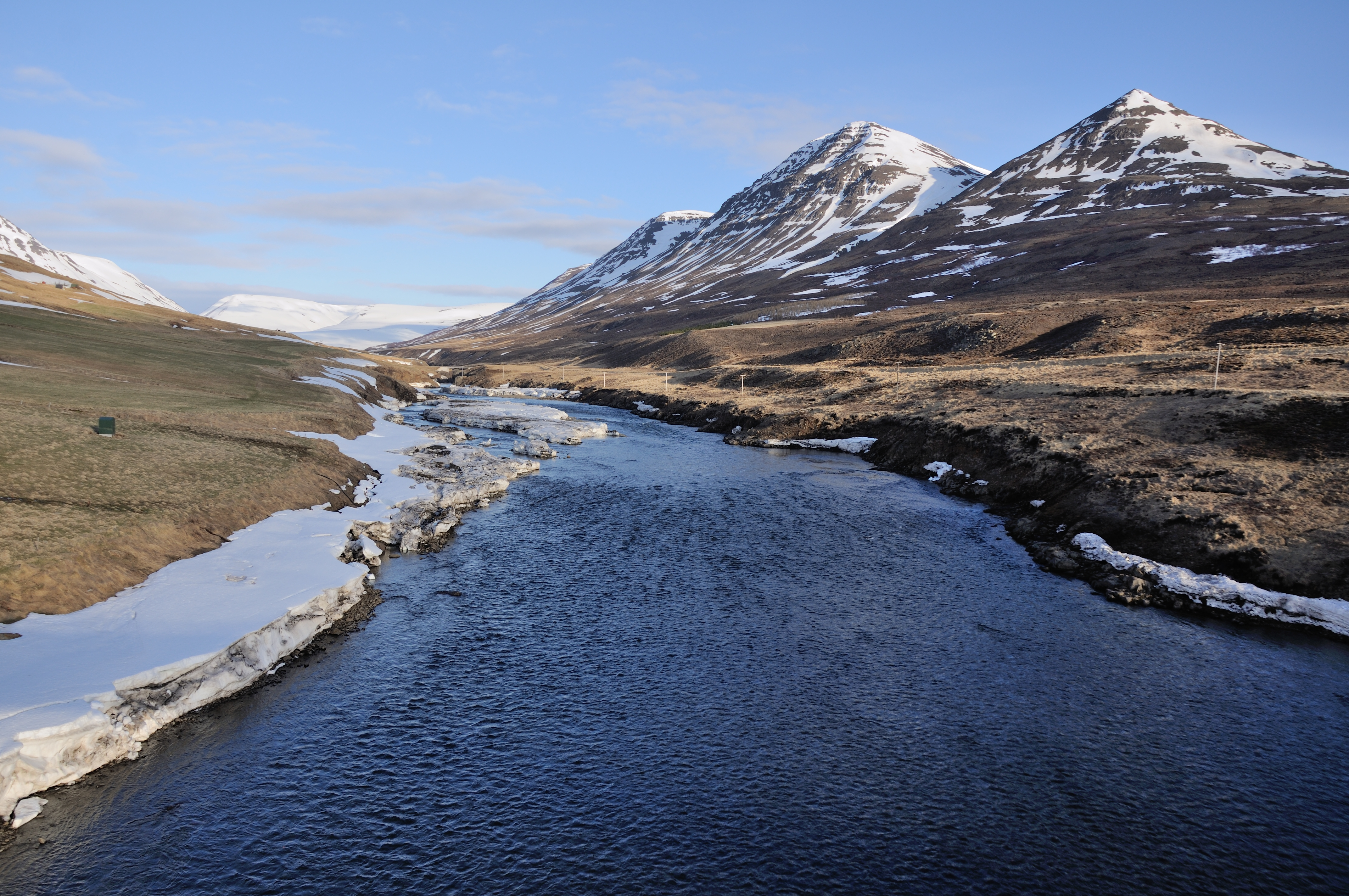
Fnjóská, przykład rzeki zasilanej wodami powierzchniowymi

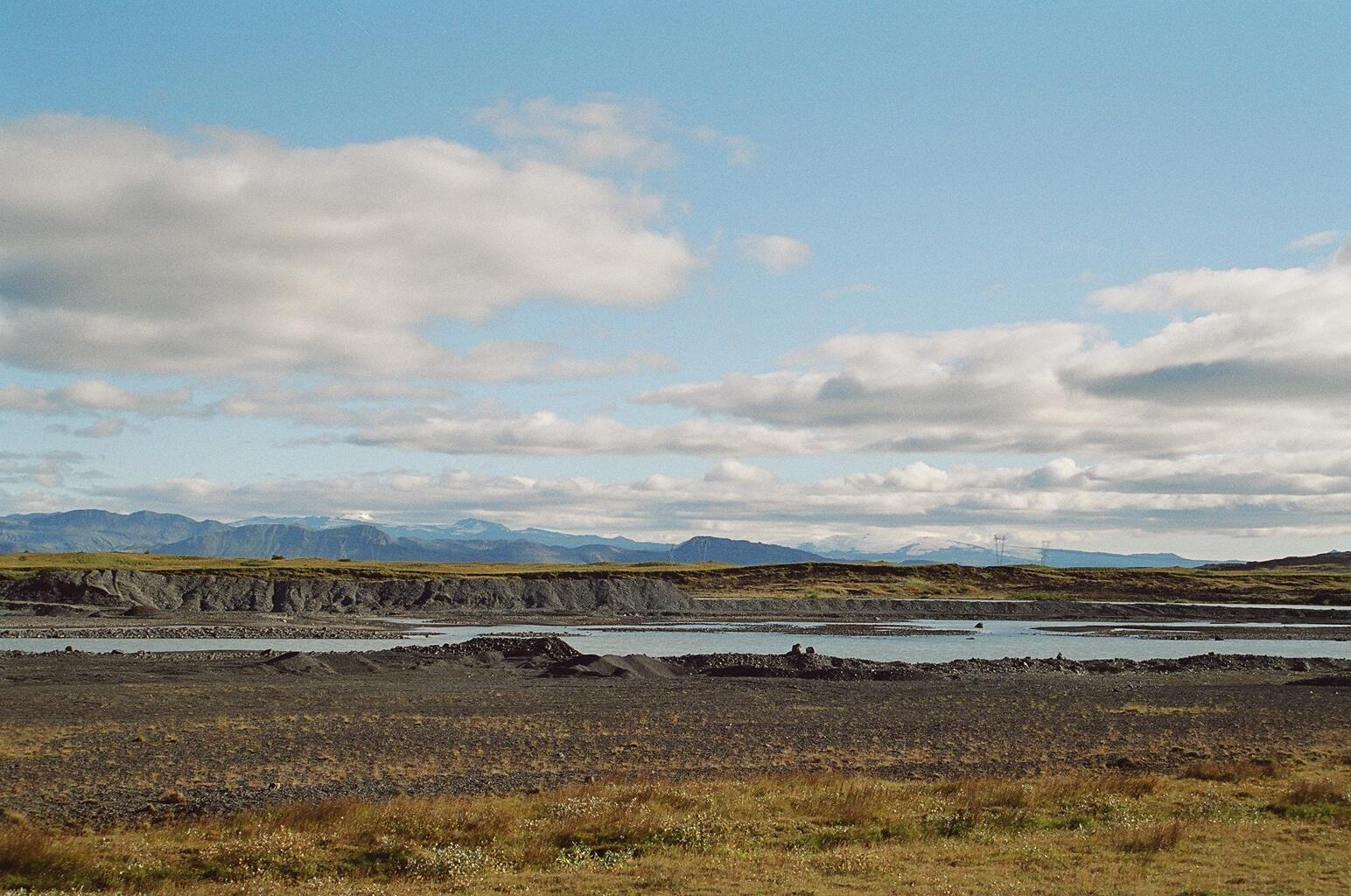
Þjórsá, przykład rzeki lodowcowej – największa rzeka Islandii pod względem długości

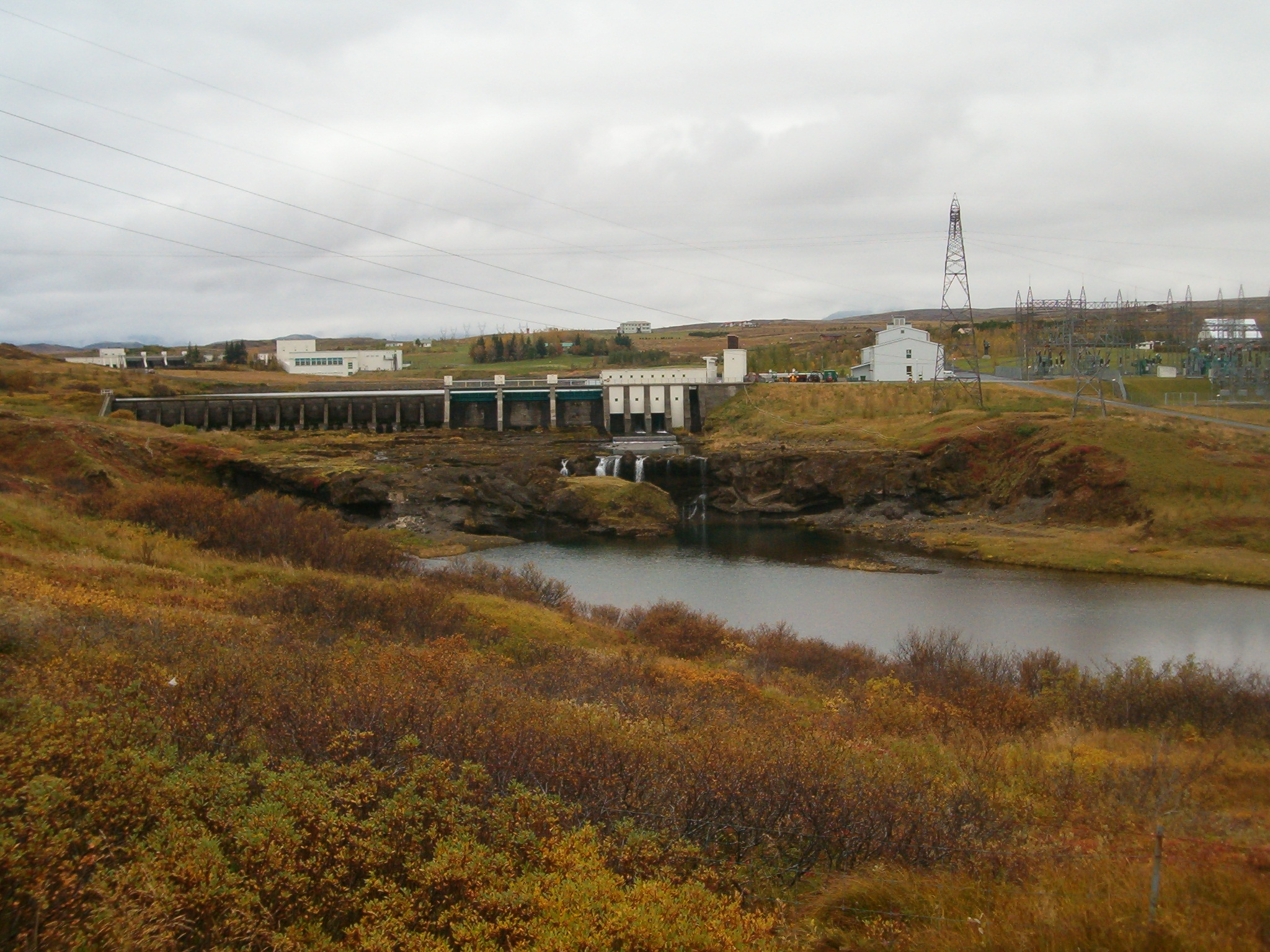
Sog, przykład rzeki zasilanej wodami podziemnymi

- rzeki zasilane bezpośrednio z wód powierzchniowych – znaleźć je można na obszarach, gdzie podłoże skalne jest starsze (z trzeciorzędu) i nieprzepuszczalne, m.in. w zachodniej i północno-zachodniej części wyspy, w tym we Fiordach Zachodnich oraz we wschodniej części wyspy we Fiordach Wschodnich; rzeki te mają stosunkowo niskie przepływy, osiągające 30-40 m³/s (np. Fnjóská, Grímsá), ale zróżnicowane w ciągu roku (najwyższe w okresie wiosennych roztopów i po wysokich opadach); temperatura wód jest uzależniona od aktualnej temperatury powietrza; inne przykłady rzek tego rodzaju to: Stóra-Laxá, Laxá í Kjós, Norðurá, Mjólká, Laxá á Ásum i Hoffellsá;
- rzeki lodowcowe zasilane wodami z topniejących lodowców – wypływają one w postaci strumieni z czoła lodowca, z jęzorów lodowcowych, tuneli lub jaskini lodowych, a także z jezior lodowcowych (w szczególności z jezior proglacjalnych); rzeki te mają stosunkowo duże zlewnie i wysokie przepływy, płyną często wieloma korytami, niosąc dużo osadów, odkładając je w postaci rozległych aluwiów; temperatury wód są niskie, w pobliżu źródeł wynoszą 1-4 °C; rzeki te charakteryzują się regularnymi wahaniami przepływów w skali doby (wyższe w ciągu dnia, niższe w nocy) i roku (wyższe latem, niższe zimą), wynikającymi z tempa topnienia lodowca – przepływy te mogą wahać się pomiędzy 5-10 m³/s w styczniu a 100-200 m³/s w lipcu; niekiedy dochodzi na nich do gwałtownych powodzi glacjalnych zwanych jökulhlaup, które mogą być wynikiem albo przerwania tamy utworzonej przez lodowiec, albo gwałtownego topnienia lodu na skutek aktywności geotermalnej albo wybuchu wulkanu; największe rzeki lodowcowe Islandii pod względem wartości średniego rocznego przepływu to: Þjórsá (380 m³/s), Kúðafljót (250 m³/s), Jökulsá á Dal (220 m³/s); Jökulsá á Fjöllum (190 m³/s), Hvítá í Borgarfirði (190 m³/s);
- rzeki zasilane z wód podziemnych, które wydostają się na powierzchnię w postaci źródeł lub jezior; zlewnie tych rzek są z reguły niewielkie, mniejsze niż w pozostałych dwóch typach; wahania przepływów na tych rzekach są również mniejsze, niosą też mniejszą ilość osadów; temperatura wód jest zbliżona do średniej rocznej temperatury powietrza, czyli 4-7 °C; znaleźć je można na obszarach aktywnych wulkanicznie, gdzie zwierciadło wód podziemnych jest wysoko, np. na dawnych polach lawowych; tego rodzaju rzeki wypływają m.in. z dwóch największych jezior Islandii: z Þingvallavatn wypływa największa rzeka o takim zasilaniu Sog, o średnim przepływie 110 m³/s; a z jeziora Mývatn – Laxá í Aðaldal (44 m³/s); inne rzeki reprezentujące ten typ to: Elliðaár, Kaldá, Eystri-Rangá, Fossálar, Lindá, Grafarlandaá i Kráká.

## Największe rzeki Islandii

### Według długości[2][3]
| Lp. | Nazwa               | Długość w km |
| --- | ------------------- | ------------ |
| 1   | Þjórsá              | 230          |
| 2   | Jökulsá á Fjöllum   | 206          |
| 3   | Hvítá z Ölfusá      | 185          |
| 4   | Skjálfandafljót     | 178          |
| 5   | Jökulsá á Dal       | 150          |
| 6   | Lagarfljót          | 140          |
| 7   | Héraðsvötn          | 130          |
| 8   | Blanda              | 125          |
| 9   | Fnjóská             | 117          |
| 9   | Hvítá í Borgarfirði | 117          |
| 11  | Kúðafljót           | 115          |
| 12  | Markarfljót         | 100          |
| 13  | Laxá í Aðaldal      | 93           |
| 14  | Víðidalsá           | 91           |
| 15  | Hofsá               | 85           |
| 16  | Vatnsdalsá          | 74           |
| 17  | Hólsá               | 71           |
| 18  | Eyjafjarðará        | 60           |
| 19  | Skeiðará            | 30           |

### Według powierzchni dorzecza[3]
| Lp. | Nazwa               | Powierzchnia w km² |
| --- | ------------------- | ------------------ |
| 1   | Jökulsá á Fjöllum   | 7 750              |
| 2   | Þjórsá              | 7 530              |
| 3   | Hvítá z Ölfusá      | 6 100              |
| 4   | Skjálfandafljót     | 3 860              |
| 5   | Jökulsá á Dal       | 3 700              |
| 6   | Héraðsvötn          | 3 650              |
| 7   | Hvítá í Borgarfirði | 3 550              |
| 8   | Lagarfljót          | 2 900              |
| 9   | Kúðafljót           | 2 400              |
| 10  | Blanda              | 2 370              |
| 11  | Laxá í Aðaldal      | 2 150              |

### Według średniego przepływu[3]
| Lp. | Nazwa rzeki       | Miejsce pomiaru | Średni przepływ w m³/s |
| --- | ----------------- | --------------- | ---------------------- |
| 1   | Ölfusá            | Selfoss         | 423                    |
| 2   | Þjórsá            | Urriðafoss      | 370                    |
| 3   | Kúðafljót         | Kúðaós          | 250                    |
| 4   | Jökulsá á Dal     | Héraðsflói      | 205                    |
| 5   | Jökulsá á Fjöllum | Axarfjörður     | 183                    |
| 6   | Tungnaá           | Sultartangi     | 175                    |
| 7   | Lagarfljót        | Héraðsflói      | 130                    |
| 8   | Skaftá            | Skaftárdalur    | 122                    |
| 9   | Skeiðará          | Skaftafell      | 110                    |
| 10  | Héraðsvötn        | Skagafjörður    | 108                    |
| 10  | Sog               | Ljósafoss       | 108                    |
| 12  | Hólsá             | Rangársandur    | 100                    |
| 13  | Skjálfandafljót   | Skjálfandi      | 95                     |
| 14  | Hvítá             | Borgarfjörður   | 89                     |
| 15  | Markarfljót       | Krossandur      | 85                     |
| 16  | Blanda            | Blönduós        | 60                     |
| 16  | Laxá í Aðaldal    | Skjálfandi      | 60                     |
| 18  | Eyjafjarðará      | Eyjafjörður     | 45                     |
| 19  | Hofsá             | Vopnafjörður    | 44                     |
| 20  | Fnjóská           | Eyjafjörður     | 43                     |
| 21  | Kreppa            | Kreppubrú       | 42                     |

## Rzeki Islandii według regionów
Ważniejsze rzeki Islandii w poszczególnych częściach kraju, wymienione począwszy od południowego wybrzeża w kierunku wschodnim:

### Południowa Islandia
- Ölfusá
  - Hvítá
    - Tungufljót
    - Brúará
    - Stóra-Laxá

  - Sog
  - Öxará
- Þjórsá
  - Tungnaá
- Hólsá
  - Þverá
    - Eystri-Rangá

  - Ytri-Rangá
    - Hróarslækur
- Markarfljót
  - Krossá
- Múlakvísl
- Kúðafljót
  - Tungufljót
- Skaftá
- Skeiðará

### Wschodnia Islandia
- Lagarfljót
- Jökulsá á Dal
- Hofsá

### Północna Islandia
- Jökulsá á Fjöllum
- Laxá í Aðaldal
- Skjálfandafljót
- Fnjóská
- Eyjafjarðará
- Glerá
- Hörgá
- Héraðsvötn
  - Austari-Jökulsá
    - Vestari-Jökulsá
      - Hofsá

  - Norðurá
- Blanda

### Vestfirðir
- Dynjandisá

### Zachodnia Islandia
- Hvítá
- Norðurá
- Grímsá

### Reykjavík i okolice
- Elliðaár